# Camarão-lixo
O camarão-lixo (Penaeus setiferus) é um camarão marinho da família dos peneídeos com grande importância comercial. A espécie chega medir até 20 cm de comprimento, corpo de cor cinza claro e rostro reto e serrilhado. Também é conhecido pelos nomes caboclo, camarão-branco, camarão-verdadeiro, camarão-legítimo e vilafranca.